# Protée (Q155)
Pour les articles homonymes, voir Protée.
Le Protée est un sous-marin français de la classe 1 500 tonnes. Lancé en 1930, il appartient à la série M6.

## Histoire

### Développement
Le Protée fait partie d'une série assez homogène de 31 sous-marins océaniques de grande patrouille, aussi dénommés 1 500 tonnes en raison de leur déplacement. Tous sont entrés en service entre 1931 (Redoutable) et 1939 (Sidi-Ferruch).
Longs de 92,30 mètres et larges de 8,10, ils ont un tirant d'eau de 4,40 mètres et peuvent plonger jusqu'à 80 mètres. Ils déplacent en surface 1 572 tonnes et en plongée 2 082 tonnes. Propulsés en surface par deux moteurs diesel d'une puissance totale de 6 000 chevaux, leur vitesse maximum est de 18,6 nœuds. En plongée, la propulsion électrique de 2 250 chevaux leur permet d'atteindre 10 nœuds.
Appelés aussi « sous-marins de grandes croisières », leur rayon d'action en surface est de 10 000 milles à 10 nœuds[réf. nécessaire] et en plongée de 100 milles à 5 nœuds.
Mis en chantier le 4 octobre 1928 avec le numéro de coque Q155, le Protée est lancé le 31 juillet 1930 et mis en service le 1er novembre 1932.

### Seconde Guerre mondiale
Il est affecté, au début de la Seconde Guerre mondiale, à la 3e division de sous-marins, basée à Toulon, qu'il forme avec l'Achéron, le Fresnel et l'Actéon. Au début de février 1940, la 3e DSM est brièvement transférée à Casablanca pour surveiller les Canaries, où se trouvent quelques cargos allemands. La division est affectée au théâtre méditerranéen le 12 avril, d'abord à Bizerte puis, le Fresnel excepté, à Beyrouth, sous l'autorité du commandant en chef britannique à Alexandrie. Il participe à plusieurs patrouilles dans le Dodécanèse jusqu'à l'armistice du 22 juin. Le 25 juin, date de l'entrée en vigueur de l'armistice, il n'entend pas le message lui demandant de rentrer à Beyrouth et, ne sachant que faire, il rallie Alexandrie et se place sous les ordres de la force X. Son commandant reçoit un blâme à cette occasion.
La force X choisit de reprendre la lutte aux côtés des Alliés en juin 1943, après plusieurs mois de négociations avec les forces françaises d'Afrique, pour former l'Armée française de la Libération. Le Protée quitte Alexandrie le 18 juin pour entrer en carénage à Oran, dont il sort au début du mois de novembre. Au cours de sa première mission, le 22 novembre, il attaque à la torpille un cargo allemand devant Agay, sans le couler.
Le 18 décembre 1943, sous les ordres du commandant Georges Millé, il part en mission au large de Marseille et disparaît. La Marine française a longtemps cru que la perte du Protée était la conséquence d'un combat en surface avec des navires allemands. Une plongée effectuée par Henri Delauze à bord du Remora 2000 en 1995 a permis de localiser l'épave au large de Cassis à 130 m de profondeur et a confirmé la thèse avancée par la Marine américaine depuis les années 1950 : celle de l'explosion d'une mine ; aucun combat avec un sous-marin allié ne figurant dans les archives allemandes.
Un mémorial lui est dédié à La Seyne-sur-Mer sur son lieu de construction, ainsi qu'un autre dans le port de Cassis.

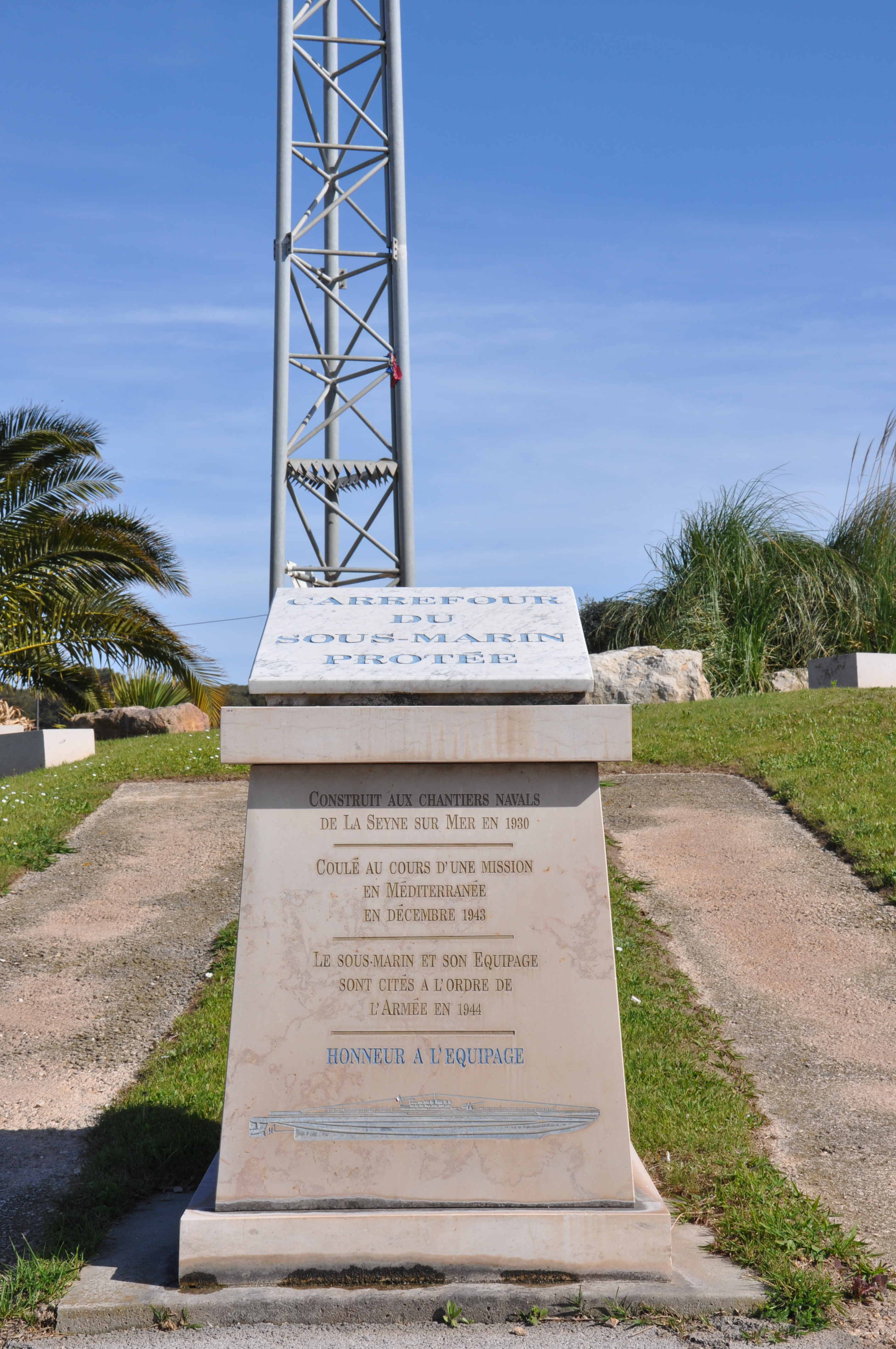
Mémorial à La Seyne-sur-Mer.
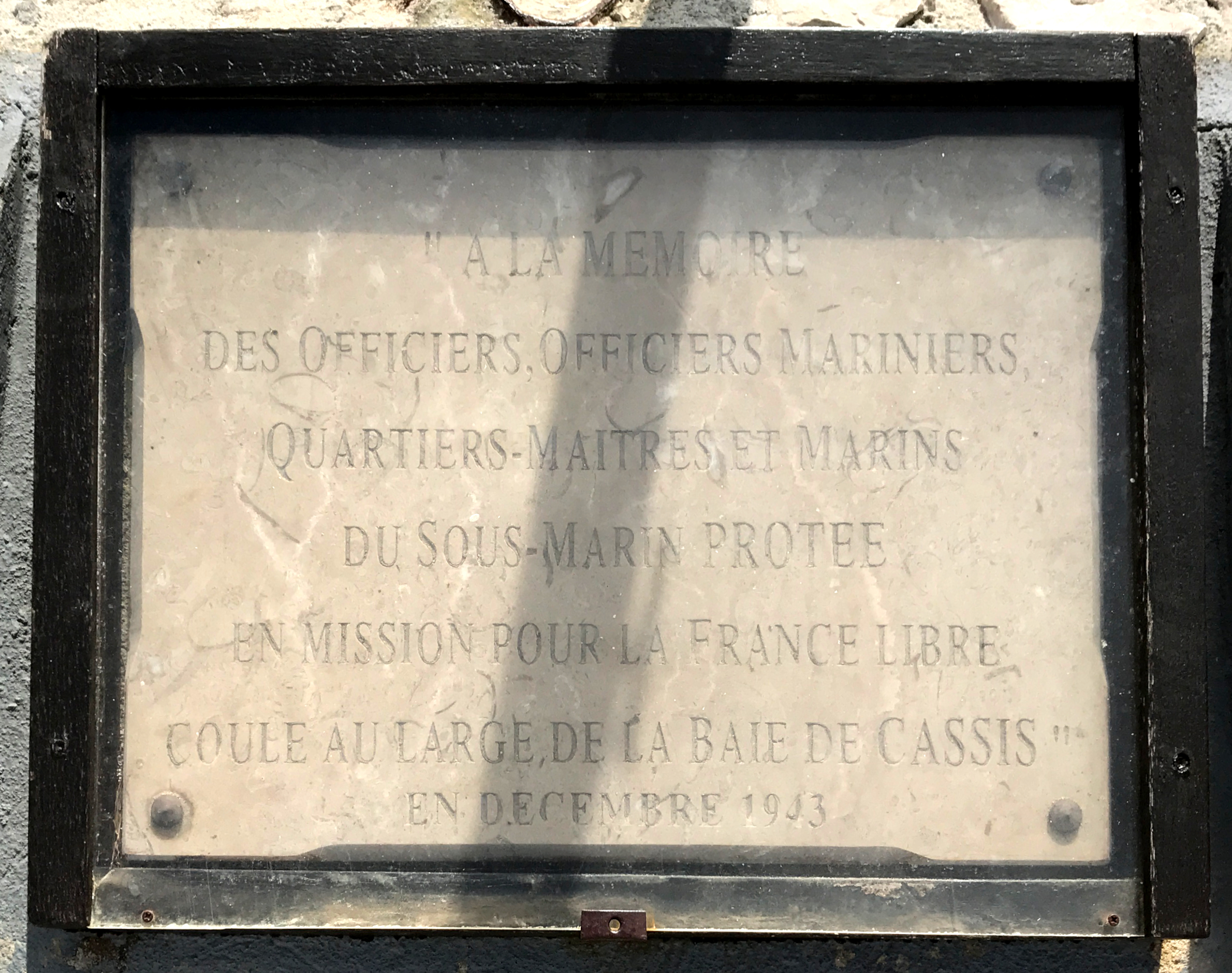
Plaque du mémorial de Cassis.